# Халил паша Иваззаде
Вижте пояснителната страница за други личности с името Халил паша.
Халил паша Иваззаде (на турски: İvazzade Halil Paşa) е велик везир на Османската империя за кратко след началото на Руско-турската война (1768 – 1774). Като син на великия везир Иваз Мехмед паша, султан Мустафа III възлага на него надеждите си за обръщане хода на войната с руснаците, както навремето баща му обръща Австро-турската война (1737 – 1739).
На разположение на Халил паша е поверена огромна османска армия, за чието поддържане са отделени големи финансови средства. Въпреки Иваззаде Халил паша губи катастрофално битката при Кагул, в резултат от което Русия влиза на Балканите за първи път в историята. Халил паша е освободен като велик везир и е санджакбей последователно на Егрибоз, Босна, Солун и Сивас.
По време на великото везирстване на Иваззаде Халил паша започва практическата реализация на т.нар. „гръцки проект“ с Морейското въстание.